# Celestia (gioco)
Celestia è un gioco da tavolo di Aaron Weissblum distribuito nel 2015 dalla BLAM! in cui i giocatori sono chiamati a collezionare delle carte tesoro (ognuna di un determinato punteggio) per avere al termine della partita quello più prestigioso. Ogni giocatore è rappresentato da un personaggio che a bordo di un'aeronave dovrà cercare di arrivare nelle città più lontane per poter prendere i tesori più importanti.

## Il gioco
All'inizio del gioco vanno predisposte in ordine crescente di punteggio le 9 tessere che rappresentano le città del mondo di Celestia e vicino ad ognuna di esse vengono sistemate le relative carte tesoro. Il gioco viene fornito di una aeronave 3D che viene sistemata sulla prima casella città e dove vengono poste all'interno le pedine dei vari giocatori. A ciascun giocatore vengono distribuite un numero di carte equipaggiamento che varia in base al numero dei giocatori e che serviranno per superare le future avversità a cui andrà incontro il velivolo. Il gioco si svolge a turni, ed ogni turno rappresenta un viaggio della nave. Durante il turno i giocatori possono avere 2 ruoli: capitano o passeggero. Il giocatore che è chiamato ad essere il capitano dell'aeronave deve superare delle avversità e a portare l'aeronave nella città successiva fino ad arrivare alla più lontana che compensa i giocatori con un tesoro più importante. Le avversità sono rappresentate dal risultato del lancio di 2, 3 o 4 dadi (a seconda della posizione dell'aeronave) ognuno dei quali può dar vita a 4 tipi di avversità diverse (nebbia, fulmini, uccelli assassini o pirati) rappresentate da vari simboli oppure mostrare la faccia bianca che equivale a non dover superare nessuna avversità. I rimanenti giocatori, alla vista del risultato del lancio dei dadi, possono fidarsi del capitano oppure no. In quest'ultimo caso scendono dall'aeronave spostando la pedina del proprio colore nella città dove si trova il velivolo e pescando una carta tesoro. Il capitano quindi, utilizzando le carte equipaggiamento dello stesso tipo delle avversità segnate dai dadi, supera i pericoli e passa alla città successiva. Se non dovesse farcela per mancanza di carte corrispondenti ai simboli dei dadi, l'aeronave precipita, tutti i giocatori a bordo non avranno nessuna carta tesoro, l'aeronave torna nella prima casella e i giocatori che sono scesi lungo il percorso tornano a bordo. Qualunque sia il risultato del turno, il timone della nave passa al giocatore successivo. Vince chi per primo riesce ad accumulare un tesoro pari o superiore a 50 punti.

## Premi e riconoscimenti
Il gioco ha vinto i seguenti premi e avuto i seguenti riconoscimenti:
- 2015
  - Jocul Anului în România Beginners: finalista
- 2016
  - Gioco dell'Anno: finalista